# Springer Nature
Springer Nature je mednarodno založniško podjetje s sedežem v Berlinu, ki je nastalo leta 2015 z združitvijo podjetij Springer Science+Business Media in več podružnic holdinga Holtzbrinck Publishing Group: Nature Publishing Group, Palgrave Macmillan in Macmillan Education. Holtzbrinck ima v združenem podjetju večinski lastniški delež, preostanek pa upravlja britanska investicijska družba BC Partners. Podjetje se ukvarja z akademskim založništvom in je prevzelo dejavnosti pridruženih podjetij, med katerimi izstopata Springer kot druga največja akademska založba na svetu in Nature Publishing Group (po združitvi preimenovana v Nature Research), ki med drugim izdaja Nature, eno najprestižnejših znanstvenih revij.
Združeno podjetje je imelo leta 2017 približno 13.000 zaposlenih in letni prihodek 1,64 milijarde evrov. S 30.000 izdanimi knjigami in preko 300.000 članki je bilo tega leta največji založnik akademske literature v angleščini na svetu.
Kot eno najpomembnejših predstavnikov svoje panoge je podjetje Springer Nature neločljiv del široke razprave o legitimnosti poslovnega modela akademskih založnikov, ki na račun tradicionalne prakse objavljanja v znanosti dosegajo izjemno visoke dobičke, kar po mnenju komentatorjev škodi javnemu interesu. Poslovni izid (EBITDA) Springer Nature je leta 2017 ob prihodku 1,6 milijarde € znašal kar 600 milijonov €. Podjetje se odziva z aktivnim prevzemanjem modela prostega dostopa, ki pa prav tako pomeni finančno breme za javna sredstva brez večjega tveganja za podjetje, zato predvsem evropska znanstvena in visokošolska združenja izvjajajo pritisk na tega in druge založnike. Rezultat so posebni dogovori o ugodnejšem objavljanju v prostem dostopu s predstavniki različnih nacionalnih združenj, med njimi nemških in nizozemskih. Poleg tega je Springer Nature predmet kritik, ker se je podobno kot številna druga podjetja uklonil zahtevam vlade Ljudske republike Kitajske po cenzuri politično občutljivih vsebin v zameno za nemoten dostop do ogromnega kitajskega trga, kar je lahko za znanost še posebej problematično.